# Cartoon Network (Europa Centrală și de Est)
Cartoon Network este un canal de desene animate care emite în Cehia, Ungaria, Republica Moldova, România și Slovacia. A fost lansat la 1 octombrie 2008 ca un canal separat din feedul polonez. Este deținut de Warner Bros. Discovery.
În data de 20 septembrie 2017, s-a adăugat o pistă audio în limba cehă. Începând cu data de 20 octombrie 2017, Cartoon Network a început să emită 24 de ore pe zi în România la RCS&RDS fiind ultimul operator care a inclus versiunea 24h (la ceilalți operatori versiunea 24h a fost inclusă de mult). Pe data de 26 februarie 2018, Cartoon Network HD s-a lansat în Cehia și Slovacia.
Pe data de 11 octombrie 2018, Cartoon Network Ungaria a trecut la formatul 16:9. Începând cu data de 15 octombrie 2018, este finalizată trecerea la formatul 16:9 pentru toți operatorii din România, Ungaria și Republica Moldova.
Din data de 18 decembrie 2019, Cartoon Network HD s-a lansat / este disponibil și în România, fiind momentan preluat doar de operatorul INES.
 Începând cu data de 27 august 2021, Cartoon Network HD este preluat și de platforma Interlan.  
.

## Istorie
Cartoon Network s-a lansat în Europa împreună cu TNT pe 17 septembrie 1993. Acest canal emitea în limba engleză, cu traduceri din 1994 în câteva limbi europene (franceza, spaniola, etc.) pentru câteva seriale. În 1997, o rețea olandeză a fost lansată. Alt canal a fost făcut special pentru Franța, Spania și Italia în 1998, în timp ce versiunea originală a rămas în restul Europei. Cartoon Network Italia a devenit independent la câteva luni de la lansarea canalului francez, în timp ce rețeaua locală pentru Franța și Spania s-a separat în 1998. O versiune a Cartoon Network a fost lansată pe 1 septembrie 1998 pentru Polonia, Ungaria și România. 
Pe 15 octombrie 1999, rețeaua britanică Cartoon Network s-a separat oficial de cea europeană, după ce rețeaua analogică de pe Astra 1C a fost codată prin VideoCrypt și versiunea britanică a TNT a fost lansată, iar cea europeană s-a mutat pe Sirius II. TNT UK era foarte diferit de TNT Classic Movies Europa, din cauza ca nu mai transmitea filme (filmele au fost transferate pe TCM), dar începuse sa fie un canal de divertisment. TNT UK n-a rezistat prea mult și a fost înlocuit de o versiune analogică a TCM pe 1 iulie 2000, ca în alte țări europene cum ar fi România sau Polonia. Pe 30 iunie 2001, rețeaua analogica a Cartoon Network/TCM de pe Astra 1C a fost închisă. 
Cartoon Network a fost difuzat 15 ore pe zi (07.00-22.00) iar TCM (Turner Classic Movies) a fost difuzat restul 9 ore (22.00-07.00).
În 2000, o versiune nordică a fost lansată, emitând în engleză, suedeză, norvegiană și daneză, și putea fi valabil și în Finlanda și Islanda. În 2001, Cartoon Network Olanda s-a închis, și a fost înlocuit versiunea europeană în același an, cu dublaj în limba olandeză. Pe 30 septembrie 2002, s-au adăugat rețelei Europei Centrale și de Est pe lângă limba engleză și poloneză, limba română și maghiară. Subtitrările în limba greacă și dublajul în limba rusă a fost adăugate în 2005. Versiunea germană s-a lansat pe 5 septembrie 2006, iar cea turcească pe 28 ianuarie 2008.
Începând din 2002, este adăugată limba română pe Cartoon Network.
Din 1 martie 2007 Cartoon Network si TCM, postul de televiziune care difuzeaza filmele clasic, sunt transmise 24/24 de ore la unele companii mai mici, din 1 ianuarie 2008 la Orange (Romtelecom Dolce in trecut), din 1 septembrie 2010 pe platforma digitala Vodafone (în trecut UPC), din 1 aprilie 2015 la Focus Sat si Digi Satelit si din 20 octombrie 2017 la Digi Tv (fiind ultimul operator din Romania care a trecut la emisie 24/24 pe cablu), pauzele publicitatare sunt in Romania in limba romana iar in Ungaria si Polonia pauzele publicitare sunt in limba poloneza.
Pe 1 octombrie 2008, Cartoon Network Polonia s-a separat de Cartoon Network CEE (România și Ungaria). Versiunea CEE putea fi văzută și în Republica Cehă și Slovacia în limba engleză. Bulgaria și-a primit propria versiune în 2009, în limba bulgară și engleza. Simultan, s-a adăugat și limba rusă. Din 2014, Europa Centrală și de Est a început să emită 24/7. Până atunci, doar Rusia transmitea 24/7.
Versiunea arabică a canalului s-a lansat pe 10 octombrie 2010. Versiunea spaniolă s-a închis în 2013, dar a rămas ca un bloc pe canalul Boing. Feed-ul african-portughez s-a lansat în Angola și Mozambic în 2013, iar Portugalia și-a primit propria rețea în același an.
Încă din 2015, fostul feed pan-european mai emite doar în partea grecească a Ciprului, în limba engleză cu subtitrări în limba greacă și este unul din cele patru feed-uri din Orientul Mijlociu și Africa (celelalte fiind cel arabic, cel francez și cel portughez), restul țărilor europene având propriile lor rețele.
De pe 1 septembrie 2017, la aniversarea de 19 ani a versiunii CEE i se adaugă și o pistă audio în limba cehă, dar va fi transmis și în 16:9 (valabil doar pentru Republica Ceha si Slovacia). Versiunea HD a fost lansata în Februarie 2018.
La data de 10 august 2018 Cartoon Network România a trecut la formatul 16:9, momentan doar pe platforma Digi Online urmând ca din 13 august 2018 să treacă la formatul 16:9 și în grila prin cablu a operatorului RCS&RDS din România și Moldtelecom din Republica Moldova, pe 16 august și în grila prin satelit a aceluiași operator, pe 17 august și în grilele operatorilor Focus Sat și UPC Analogic (în unele județe) iar pe 12 octombrie și în grila operatorului INES.